# Tauredophidium hextii
Tauredophidium hextii är en fiskart som beskrevs av Alcock, 1890. Tauredophidium hextii ingår i släktet Tauredophidium och familjen Ophidiidae. Inga underarter finns listade i Catalogue of Life.